# Alfred Waterhouse
Pour les articles homonymes, voir Waterhouse.
Alfred Waterhouse, né le 19 juillet 1830 à Aigburth (Liverpool, dans le Lancashire) et mort le 22 août 1905 à Yattendon (Berkshire), est un architecte britannique.
Alfred Waterhouse est particulièrement associé à l'architecture néo-gothique victorienne. Il est notamment connu pour sa conception de l'hôtel de ville de Manchester et du musée d'histoire naturelle de Londres. Waterhouse ne s'est pas limité au seul style architectural néo-gothique dans lequel il excellait, mais a travaillé aussi le style néo-Renaissance et le style néo-roman.

## Œuvre
- Balliol College
- Besses United Reformed Church (en)
- St Matthew's Church, Blackmoor (en)
- Bibliothèque de Chetham
- Church of St John the Divine, Brooklands (en)
- City and Guilds of London Institute (en)
- Eaton Chapel (en)
- Eaton Hall
- Golden Gates, Eaton Hall (en)
- Foxhill House (en)
- Girton College
- Goldney Hall (en)
- Gonville and Caius College
- Great Hall of the University of Leeds (en)
- Hilton Brighton Metropole (en)
- Hinderton Hall (en)
- Holborn Bars
- Hurworth Grange Community Centre (en)
- Liverpool Infirmary (en)
- HM Prison Manchester (en)
- Manchester Assize Courts (en)
- Manchester Grammar School
- Manchester Museum
- Hôtel de ville de Manchester
- Museum of English Rural Life (en)
- Museum of Wigan Life (en)
- 1–3 Churchyard Side, Nantwich (en)
- 11 Churchyard Side, Nantwich (en)
- National Liberal Club (en)
- Musée d'histoire naturelle de Londres
- Newsham Park Hospital (en)
- North Western Hotel, Liverpool
- Oxford Majlis Asian Society
- Oxford Union
- Pembroke College
- Prudential Assurance Building, Liverpool (en)
- Prudential Assurance Building, London
- Reading Museum (en)
- Reading School (en)
- Reading Town Hall (en)
- Rochdale Town Hall (en)
- St Elisabeth's Church, Reddish (en)
- St Paul's School de Londres
- The Cambridge Union (en)
- The Principal Manchester (en)
- Cathédrale catholique ukrainienne de Londres
- University College Hospital
- Université de Leeds
- Victoria Building, University of Liverpool (en)
- Université Victoria de Manchester
- West Memorial Hall (en)
- Whitehall Court